# کارولین بوش

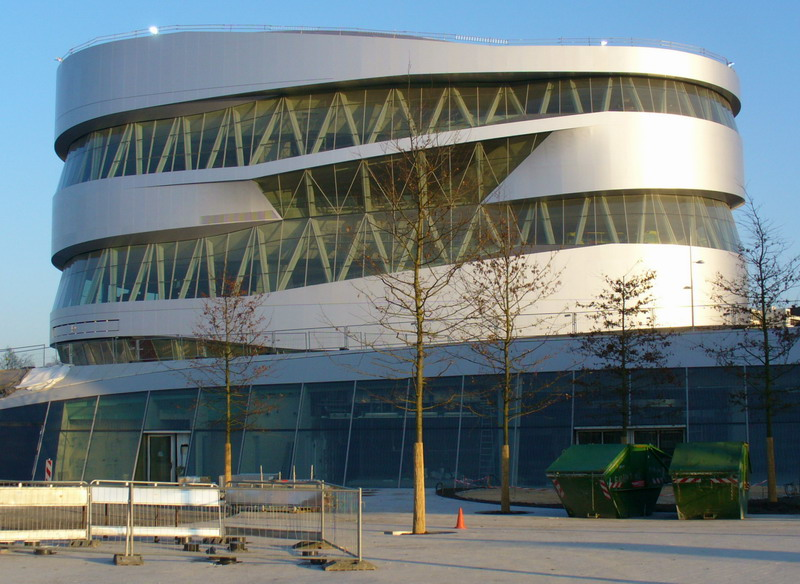
ساختمان اختصاصی کارولین بوس

 کارولین بوس (انگلیسی: Caroline Bos؛ زادهٔ ۱ ژانویه ۱۹۵۹) یک معمار اهل هلند است.